# 飯岡站
- 關於岩手縣盛岡市的JR東日本車站，請見「岩手飯岡站」。
- 關於岡山縣久米郡柵原町（現在：美咲町）的同和礦業片上鐵道車站，請見「美作飯岡站」。

飯岡站（日语：／ Iioka eki */?）是位於千葉縣旭市後草2058番1號，東日本旅客鐵道（JR東日本）的總武本線車站。

## 歷史
此站位於旭市東部的海上地區（舊海上町）。車站名稱取自海岸的飯岡地區（舊飯岡町）。由於蒸氣機車的煤煙等理由，當地居民發起反對運動，車站建設在飯岡較遠的地方。
- 1897年（明治30年）6月1日：總武鐵道車站啟用[1]。
- 1907年（明治40年）9月1日：總武鐵道被國有化（日语：鉄道国有法），成為帝國鐵道廳車站[1]。
- 1982年（昭和57年）4月1日：結束貨物起卸業務。
- 1987年（昭和62年）4月1日：伴隨國鐵分割民營化，車站由東日本旅客鐵道（JR東日本）營運[3]。
- 1997年（平成9年）9月14日：為了車站啟用100周年，車站大樓進行翻新。在車站啟用當初的木造車站大樓被現時RC造車站大樓取代[4]。
- 2009年（平成21年）3月14日：此站開始使用IC卡「Suica」[5]。成為東京近郊區間範圍內[5]。
- 2015年（平成27年）3月14日：所有特急「潮騷」列車停靠此站[6]。
- 2017年（平成29年）12月10日：當日起綠色窗口結業[7]。

## 車站構造
此站是地面車站，設有2面2線的相對式月台。兩月台之間設有跨線橋連接。另外，當此站還設有貨物業務時，此站設有3號月台。
此站是由銚子站管理的業務委託站，委托JR東日本車站服務負責車站業務。此站是簡易Suica閘機。

### 月台
| 月台 | 路線      | 上下行 | 方向         |
| ---- | --------- | ------ | ------------ |
| 1、2 | ■總武本線 | 上行   | 旭、成東方向 |
| 1、2 | ■總武本線 | 下行   | 銚子方向     |

參考
- 當不需要列車交會時候，列車會使用1號月台[1]。
- 上下行列車需要待避特急「潮騷」時候，列車會使用2號月台。
- 1號月台為上下行本線，同時為一線通過（日语：一線通過）構造。1、2號月台可從兩方向進站，以及向兩方向出發。
- 月台可容納10卡車廂。

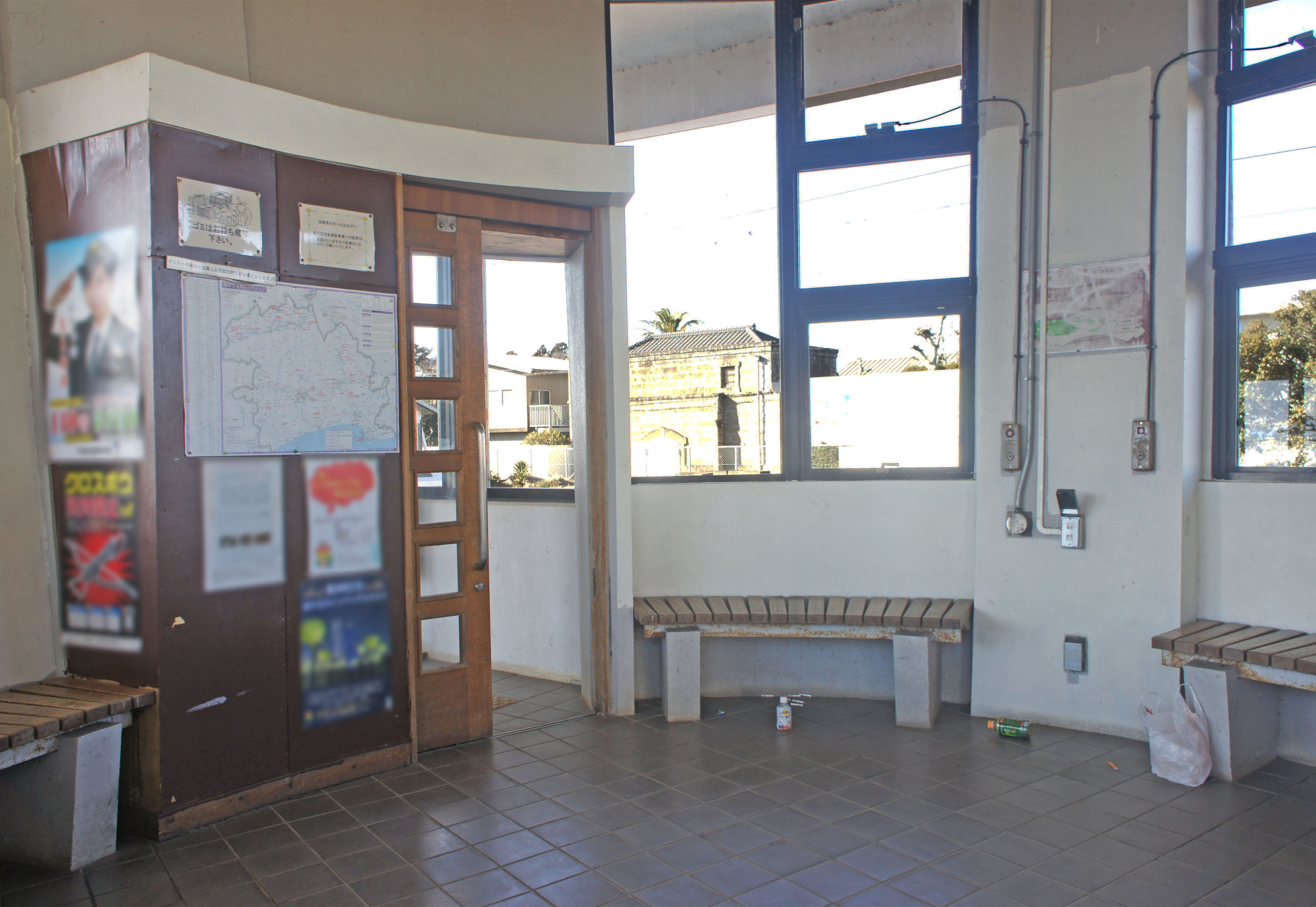
候車室內（2022年2月）
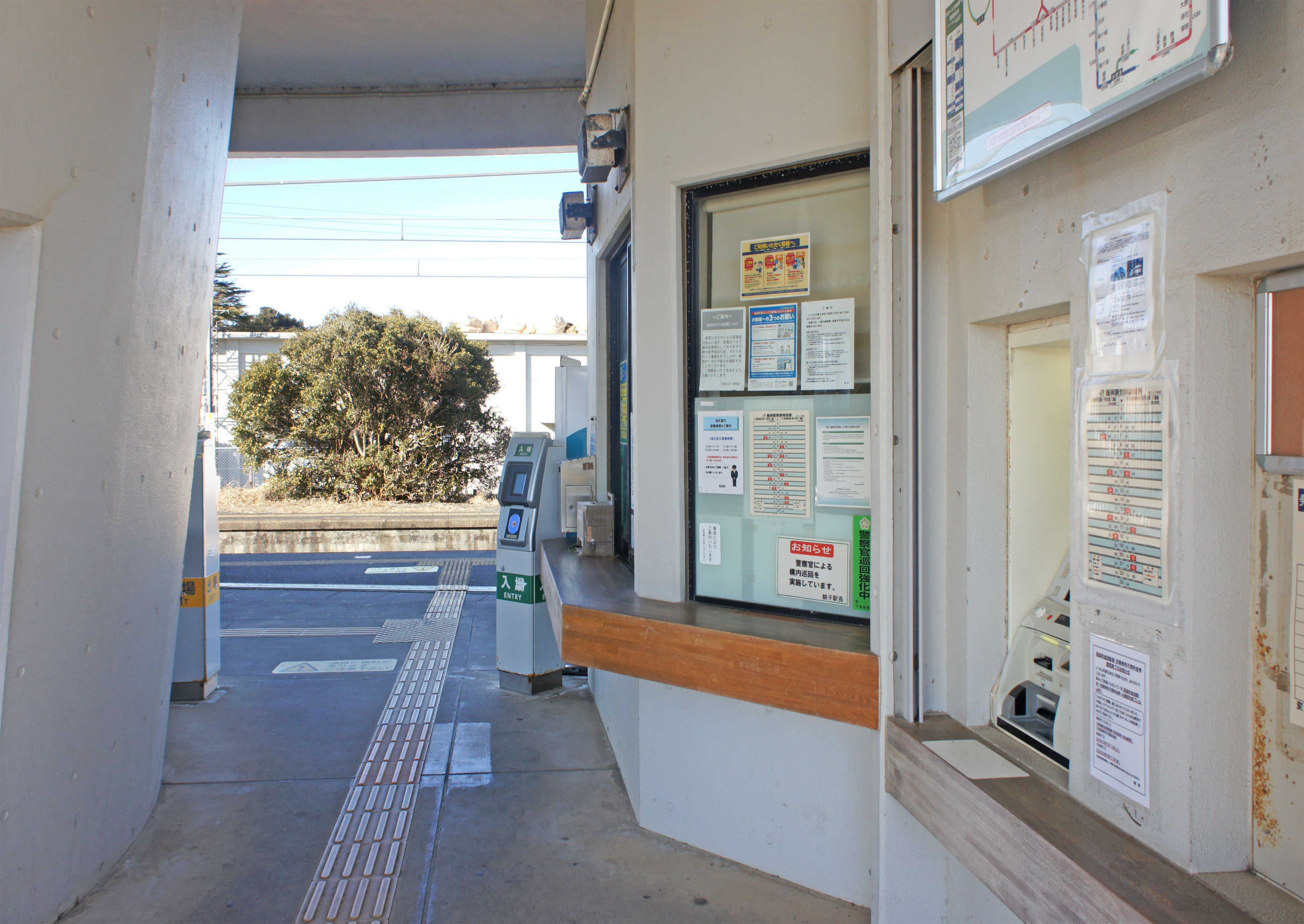
檢票口（2022年2月）
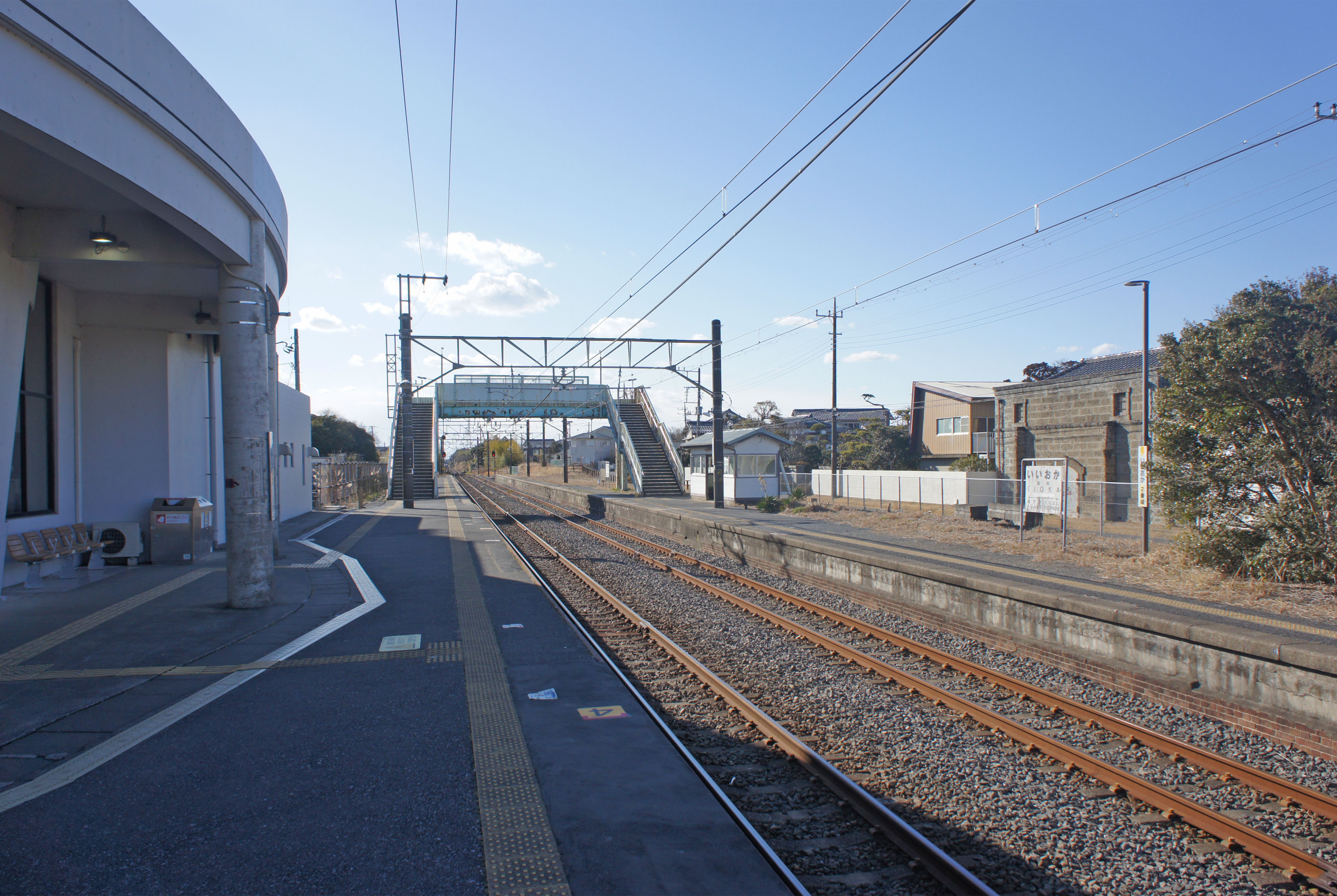
月台（2022年2月）

## 使用狀況
在2019年（令和元年）度1日平均乘車人次為733人，以下為乘車人次變化列表：
| 乘車人次變化       | 乘車人次變化     | 乘車人次變化 |
| 年度               | 1日平均 乘車人次 | 參考資料     |
| ------------------ | ---------------- | ------------ |
| 1990年（平成02年） | 1,049            | [ * 1 ]      |
| 1991年（平成03年） | 1,047            | [ * 2 ]      |
| 1992年（平成04年） | 1,052            | [ * 3 ]      |
| 1993年（平成05年） | 1,039            | [ * 4 ]      |
| 1994年（平成06年） | 966              | [ * 5 ]      |
| 1995年（平成07年） | 1,020            | [ * 6 ]      |
| 1996年（平成08年） | 1,010            | [ * 7 ]      |
| 1997年（平成09年） | 1,049            | [ * 8 ]      |
| 1998年（平成10年） | 986              | [ * 9 ]      |
| 1999年（平成11年） | 966              | [ * 10 ]     |
| 2000年（平成12年） | 948              | [ * 11 ]     |
| 2001年（平成13年） | 928              | [ * 12 ]     |
| 2002年（平成14年） | 941              | [ * 13 ]     |
| 2003年（平成15年） | 919              | [ * 14 ]     |
| 2004年（平成16年） | 914              | [ * 15 ]     |
| 2005年（平成17年） | 921              | [ * 16 ]     |
| 2006年（平成18年） | 873              | [ * 17 ]     |
| 2007年（平成19年） | 818              | [ * 18 ]     |
| 2008年（平成20年） | 805              | [ * 19 ]     |
| 2009年（平成21年） | 791              | [ * 20 ]     |
| 2010年（平成22年） | 785              | [ * 21 ]     |
| 2011年（平成23年） | 754              | [ * 22 ]     |
| 2012年（平成24年） | 751              | [ * 23 ]     |
| 2013年（平成25年） | 776              | [ * 24 ]     |
| 2014年（平成26年） | 764              | [ * 25 ]     |
| 2015年（平成27年） | 786              | [ * 26 ]     |
| 2016年（平成28年） | 774              | [ * 27 ]     |
| 2017年（平成29年） | 757              | [ * 28 ]     |
| 2018年（平成30年） | 730              | [ * 29 ]     |
| 2019年（令和元年） | 733              |              |

## 車站周邊
沿國道126號和千葉縣道71號銚子旭線上設有商業設施和公共設施。沿海岸線為飯岡地區（舊飯岡町），在該處設有飯岡漁港和刑部岬。旭站設有巴士路線（千葉交通旭銚子線）前往該處。
- 國道126號（日语：国道126号）
- 千葉縣道71號銚子旭線（日语：千葉県道71号銚子旭線）
- 千葉縣道210號飯岡停車場線（日语：千葉県道210号飯岡停車場線）
- 銚子信用金庫（日语：銚子信用金庫）海上分店
- 銚子商工信用組合（日语：銚子商工信用組合）海上分店
- 旭市立海上中學
- 海上郵局
- 旭市消防總部（日语：旭市消防本部）旭市消防署海上分署
- 旭市海上公民館
- 旭市海上親睦館
- 旭市役所海上分所（舊·海上町（日语：海上町）公所）
- JA千葉綠（日语：ちばみどり農業協同組合）海上中央分店
- JA千葉綠營農中心海上
- 米利（日语：コメリ）Heart&Green海上店
- Beisia（日语：ベイシア）食品中心旭飯岡店
- Cainz（日语：カインズ）超級中心旭飯岡店
- 海上コミュニティ運動公園

## 巴士路線
| 乘車處 | 系統         | 主要途經                                       | 目的地     | 巴士公司     | 備註                 |
| ------ | ------------ | ---------------------------------------------- | ---------- | ------------ | -------------------- |
| 飯岡站 | 海上地區路線 | 岩井不動下、幾世、松谷新田、飯岡站             | 旭中央醫院 | 旭市社區巴士 | 右回，下午和黃昏服務 |
| 飯岡站 | 海上地區路線 | 岩井不動下、松谷新田、幾世、飯岡站             | 旭中央醫院 | 旭市社區巴士 | 左回，早上服務       |
| 飯岡站 | 海上地區路線 | 渡邊眼科前                                     | 旭中央醫院 | 旭市社區巴士 |                      |
| 飯岡站 | 飯岡地區路線 | 飯岡分所入口、玉崎神社、上永井村落中心         | 防衛廳入口 | 旭市社區巴士 | 黃昏服務             |
| 飯岡站 | 飯岡地區路線 | 三川濱區民館、保健、福祉中心、玉崎神社、飯岡站 | 旭中央醫院 | 旭市社區巴士 |                      |
| 飯岡站 | 飯岡地區路線 | 渡邊眼科前                                     | 旭中央醫院 | 旭市社區巴士 |                      |

## 其他
- 在1993年（平成5年），富士電視台系統的電視劇《If 如果（日语：If もしも）〜煙花，應該和誰看》中出現了此站。
- 在車站大樓翻新前，此站是一座古老木造車站大樓，在總武鐵道時代已經建成。在白土貞夫（日语：白土貞夫）的書籍中介紹了此車站大樓，並形容為「千葉縣最古老車站大樓」。
- 此站至倉橋站之間會受強風影響，列車會受到速度限制，甚至暫停服務。在這個情況下，列車會在此站折返往千葉站方向。

## 相鄰車站
東日本旅客鐵道（JR東日本）
■總武本線
- 特急「潮騷號」停車站

旭－飯岡－倉橋

## 注腳

### 使用狀況
1. ↑  千葉縣統計年鑑 （页面存档备份，存于）（日語） - 千葉縣
2. ↑  統計あさひ （页面存档备份，存于）（日語） - 旭市

JR東日本2000年度以後的乘車人次
1. ↑  各駅の乗車人員（2000年度） （页面存档备份，存于）（日語） - JR東日本
2. ↑  各駅の乗車人員（2001年度） （页面存档备份，存于）（日語） - JR東日本
3. ↑  各駅の乗車人員（2002年度） （页面存档备份，存于）（日語） - JR東日本
4. ↑  各駅の乗車人員（2003年度） （页面存档备份，存于）（日語） - JR東日本
5. ↑  各駅の乗車人員（2004年度） （页面存档备份，存于）（日語） - JR東日本
6. ↑  各駅の乗車人員（2005年度） （页面存档备份，存于）（日語） - JR東日本
7. ↑  各駅の乗車人員（2006年度） （页面存档备份，存于）（日語） - JR東日本
8. ↑  各駅の乗車人員（2007年度） （页面存档备份，存于）（日語） - JR東日本
9. ↑  各駅の乗車人員（2008年度） （页面存档备份，存于）（日語） - JR東日本
10. ↑  各駅の乗車人員（2009年度） （页面存档备份，存于）（日語） - JR東日本
11. ↑  各駅の乗車人員（2010年度） （页面存档备份，存于）（日語） - JR東日本
12. ↑  各駅の乗車人員（2011年度） （页面存档备份，存于）（日語） - JR東日本
13. ↑  各駅の乗車人員（2012年度） （页面存档备份，存于）（日語） - JR東日本
14. ↑  各駅の乗車人員（2013年度） （页面存档备份，存于）（日語） - JR東日本
15. ↑  各駅の乗車人員（2014年度） （页面存档备份，存于）（日語） - JR東日本
16. ↑  各駅の乗車人員（2015年度） （页面存档备份，存于）（日語） - JR東日本
17. ↑  各駅の乗車人員（2016年度） （页面存档备份，存于）（日語） - JR東日本
18. ↑  各駅の乗車人員（2017年度） （页面存档备份，存于）（日語） - JR東日本
19. ↑  各駅の乗車人員（2018年度） （页面存档备份，存于）（日語） - JR東日本
20. ↑  各駅の乗車人員（2019年度） （页面存档备份，存于）（日語） - JR東日本

千葉縣統計年鑑
1. ↑  千葉縣統計年鑑（平成3年） （页面存档备份，存于）（日語）
2. ↑  千葉縣統計年鑑（平成4年） （页面存档备份，存于）（日語）
3. ↑  千葉縣統計年鑑（平成5年） （页面存档备份，存于）（日語）
4. ↑  千葉縣統計年鑑（平成6年） （页面存档备份，存于）（日語）
5. ↑  千葉縣統計年鑑（平成7年） （页面存档备份，存于）（日語）
6. ↑  千葉縣統計年鑑（平成8年） （页面存档备份，存于）（日語）
7. ↑  千葉縣統計年鑑（平成9年） （页面存档备份，存于）（日語）
8. ↑  千葉縣統計年鑑（平成10年） （页面存档备份，存于）（日語）
9. ↑  千葉縣統計年鑑（平成11年） （页面存档备份，存于）（日語）
10. ↑  千葉縣統計年鑑（平成12年） （页面存档备份，存于）（日語）
11. ↑  千葉縣統計年鑑（平成13年） （页面存档备份，存于）（日語）
12. ↑  千葉縣統計年鑑（平成14年） （页面存档备份，存于）（日語）
13. ↑  千葉縣統計年鑑（平成15年） （页面存档备份，存于）（日語）
14. ↑  千葉縣統計年鑑（平成16年） （页面存档备份，存于）（日語）
15. ↑  千葉縣統計年鑑（平成17年） （页面存档备份，存于）（日語）
16. ↑  千葉縣統計年鑑（平成18年） （页面存档备份，存于）（日語）
17. ↑  千葉縣統計年鑑（平成19年） （页面存档备份，存于）（日語）
18. ↑  千葉縣統計年鑑（平成20年） （页面存档备份，存于）（日語）
19. ↑  千葉縣統計年鑑（平成21年） （页面存档备份，存于）（日語）
20. ↑  千葉縣統計年鑑（平成22年） （页面存档备份，存于）（日語）
21. ↑  千葉縣統計年鑑（平成23年） （页面存档备份，存于）（日語）
22. ↑  千葉縣統計年鑑（平成24年） （页面存档备份，存于）（日語）
23. ↑  千葉縣統計年鑑（平成25年） （页面存档备份，存于）（日語）
24. ↑  千葉縣統計年鑑（平成26年） （页面存档备份，存于）（日語）
25. ↑  千葉縣統計年鑑（平成27年） （页面存档备份，存于）（日語）
26. ↑  千葉縣統計年鑑（平成28年） （页面存档备份，存于）（日語）
27. ↑  千葉縣統計年鑑（平成29年） （页面存档备份，存于）（日語）
28. ↑  千葉縣統計年鑑（平成30年） （页面存档备份，存于）（日語）
29. ↑  千葉縣統計年鑑（令和元年） （页面存档备份，存于）（日語）

## 外部連結
- 車站資訊（飯岡）：東日本旅客鐵道（日語）